# كارلو مونتي
كارلو مونتي (بالإنجليزية: Carlo Monti)‏ (10 يوليو 1990 بغلاسكو في المملكة المتحدة - ) هو لاعب كرة قدم بريطاني في مركز الوسط. شارك مع منتخب اسكتلندا تحت 16 سنة لكرة القدم ومنتخب اسكتلندا تحت 17 سنة لكرة القدم. أما مع النوادي، فقد لعب مع نادي دندي ونادي سلتيك وŻebbuġ Rangers F.C. ‏ وQormi F.C. ‏ ونادي اربوراث وPollok F.C. ‏ ونادي غرينوك مورتون.

## وصلات خارجية
- كارلو مونتي على موقع قاعدة بيانات كرة القدم.إي يو (الإنجليزية)
- كارلو مونتي على موقع Soccerbase.com (لاعب) (الإنجليزية)